# Palazzetto dello Sport Corrado Roma

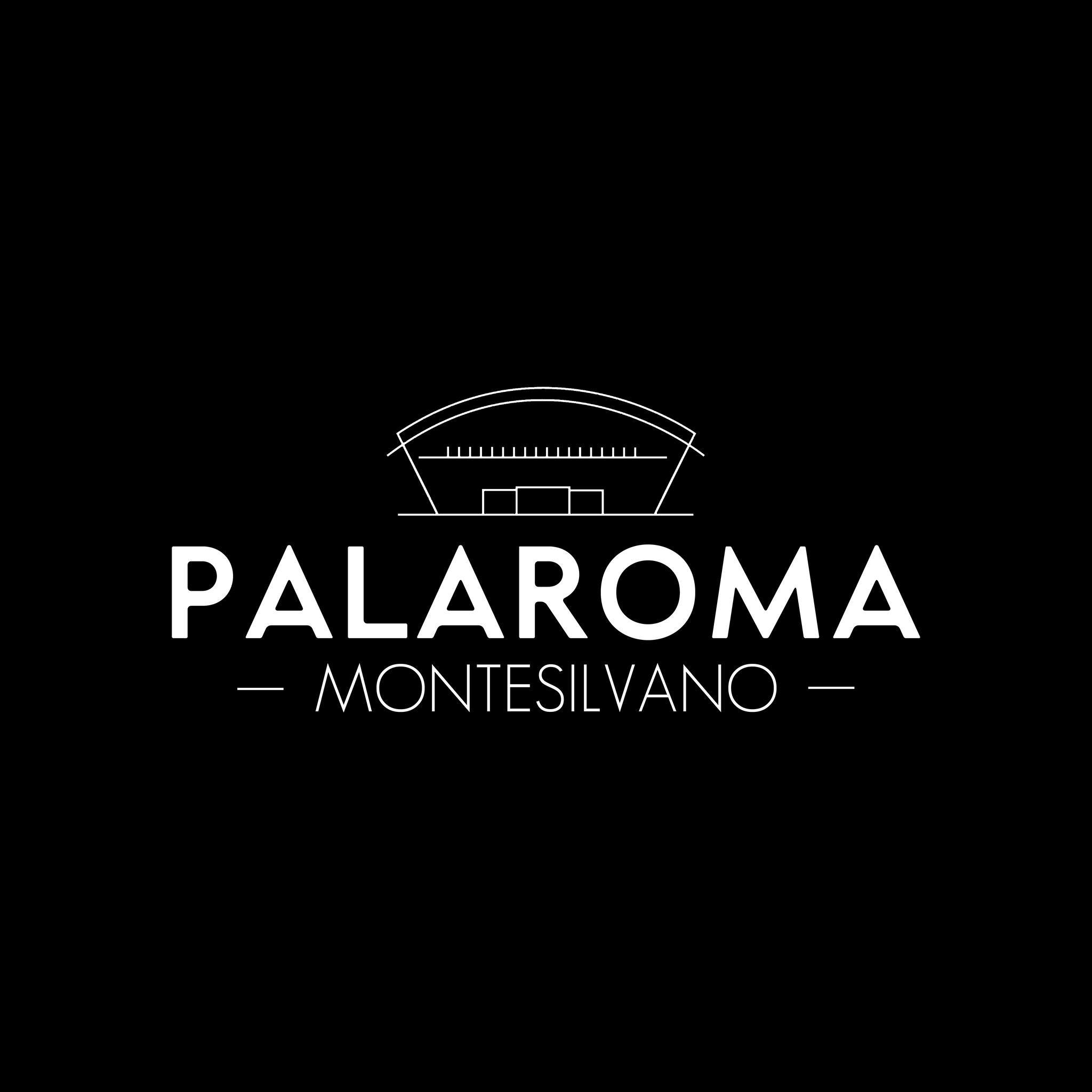

Il Palazzetto dello Sport “Corrado Roma”, abbreviato in PalaRoma, è un impianto sportivo coperto di Montesilvano (PE).

## Storia
Il PalaRoma fu costruito intorno al 1998. Dall'inchiesta "Ciclone" in cui sono rimasti implicati i politici della città è emerso un giro di tangenti dimostranti il crollo della copertura del palasport il 29 gennaio 2005 a causa del peso della neve. In occasione dei Giochi del Mediterraneo è stato restaurato e oggi appare una struttura moderna con un gran numero di impianti, utilizzata dalla Daf Montesilvano come sede ufficiale.
Il 19 dicembre 2004 l'impianto fu intitolato alla memoria di Corrado Roma, già giocatore e allenatore di calcio a cinque, morto un mese prima in un incidente stradale.

## Manifestazioni ospitate
- Giochi del Mediterraneo 2009: pallavolo maschile.
- 2004: girone di qualificazione ai mondiali di calcio a 5
- Montesilvano Futsal Cup: Torneo mondiale giovanile di Calcio a 5 http://www.mpfutsalcup.com/it/ Archiviato il 27 settembre 2020 in Internet Archive.